# Религиозный социализм
Религио́зный социали́зм — направление общественной мысли, стремящееся придать социализму религиозный оттенок, или наоборот, придать религии социалистический характер, внести в неё идеи социализма, то есть соединить религию и социализм.
Деятели основных религий обнаружили, что в их священных книгах представления о человеческом обществе схожи с социалистическими принципами и идеями. В результате образовались религиозные социалистические движения.
Выделяют несколько видов религиозного социализма:
- Богостроительство
- Буддийский социализм
- Ведический социализм
- Исламский социализм
- Иудаистский социализм
- Социалистический сионизм
- Христианский социализм
  - Католический социализм

Социалисты США, входящие в состав социнтерна, издают журнал «Религиозный социализм». 

## Известные религиозные социалисты
- Барт, Карл
- Бубер, Мартин
- Ганди, Мохандас
- Ден, Гюнтер Карл
- Камара, Элдер
- Карденаль, Эрнесто
- Кинг, Мартин Лютер
- Мольтман, Юрген
- Перес Мартинес, Мануэль
- Роланд Холст, Генриетта
- Торрес Рестрепо, Камило